# The Day He Arrives
The Day He Arrives (북촌 방향?, Bukchon banghyangLR, lett. "Destinazione Bukchon") è un film del 2011 scritto e diretto dal regista sudcoreano Hong Sang-soo.
Il film è stato presentato il 19 maggio 2011 nella sezione Un Certain Regard del Festival di Cannes 2011. Non è stato distribuito nelle sale cinematografiche italiane. È stato tuttavia trasmesso in televisione da Fuori orario. Cose (mai) viste su Rai 3 sabato 21 febbraio 2015 con dialoghi in coreano sottotitolati in italiano.

## Trama
Seong-jun, un regista che non dirige film da molto tempo, giunge a Seul per incontrare un amico che vive nel quartiere di Bukchon. Poiché l'amico non si presenta, Seong-jun vaga per la città senza meta. Si imbatte in un'attrice sua conoscente, incontra poi alcuni studenti di cinematografia e beve con loro del makgeolli (una bevanda alcolica ottenuta dal riso fermentato); si ubriaca e si dirige verso l'abitazione della sua ex-fidanzata. Gli avvenimenti del giorno dopo sono simili a quelli appena descritti: Seong-jun incontra l'attrice, beve con un gruppo di amici, e si innamora di una donna che assomiglia notevolmente alla sua ex-fidanzata. Anche gli avvenimenti del giorno successivo somigliano a quelli dei giorni precedenti.